# Regine Adler-Wessely
Regine Adler-Wessely, v matrice Rosa (20. března 1870 Třebíč – 12. června 1943 Terezín) byla německá židovská spisovatelka a překladatelka.

## Životopis
V literatuře se chybně uvádí datum narození 19. března. Rodiče: Bernhard Wessely, Anna (Hani) Wessely-Fürcht. Manžel JUDr. Friedrich Adler – vzali se roku 1895. Děti: Marie-Elise Adler a Gertrude Adler.
Regina Adler-Wessely vystudovala Filosofickou fakultu Univerzity Karlovy. V Praze se stala vrchní komisařkou v Národní a univerzitní knihovně a působila jako kunsthistorička.. Psala novely a pohádky do časopisů a překládala z francouzštiny, italštiny a češtiny romány a divadelní hry do němčiny.

## Dílo

### Překlady
- Ilsée: Prinzessin von Tripolis – Robert de Flers; deutsch von Regine Adler; Lithographien von Alfons Mucha. Praha: Bedřich Kočí, 1901
- Auguste Rodin – Camille Mauclair; deutsch von Regine Adler. Praha: B. Kočí, 1907
- Gustav Haberman: aus meinem Leben: Erinnerungen aus den Jahren 1876–1877, 1884–1896 – Gustav Haberman; mit einer Vorrede von Franz Soukup; Deutsch von Regine Adler; Geleitwort zur deutschen Ausgabe von Friedrich Adler. Wien: Tempsky, 1919
- Männer altern nicht: Liebeskomödie in 3 Aufzügen – von Jan Patrný; [z českého originálu] übersetzt von Regine Adler; für die deutsche Bühne eingerichtet von Otto Pick. Praha: Centrum, 1927
- Frauen altern nicht: Lustspiel in 3 Akten; Jan Patrný; [z českého originálu] übersetzt von Regine Adler; für die deutsche Bühne bearbeitet von Otto Pick. Praha: Centrum, 1927
- Schäffer, Hund und Katze – František Zavřel, úbersetzt Regine Adler